# Campionati del mondo di atletica leggera indoor 2010 - 800 metri piani maschili
Gli 800 m maschili si sono tenuti il 12, 13 e 14 marzo.

## Risultati

### Batterie
I primi 2 di ogni batteria e i migliori 2 tempi vanno in semifinale.
| Pos | Batte | Nome                 | Nazione       | Tempo   | Note  |
| --- | ----- | -------------------- | ------------- | ------- | ----- |
| 1   | 1     | Ismail Ahmed Ismail  | Sudan         | 1:46.69 | Q     |
| 2   | 1     | Andrew Osagie        | Gran Bretagna | 1:47.40 | Q, PB |
| 3   | 2     | Abubaker Kaki        | Sudan         | 1:47.48 | Q     |
| 4   | 2     | David Bustos         | Spagna        | 1:47.65 | Q     |
| 5   | 2     | Fabiano Peçanha      | Brasile       | 1:48.29 | q, PB |
| 6   | 4     | Boaz Kiplagat Lalang | Kenya         | 1:49.16 | Q     |
| 7   | 4     | Luis Alberto Marco   | Spagna        | 1:49.57 | Q     |
| 8   | 4     | Duane Solomon        | Stati Uniti   | 1:49.69 | q     |
| 9   | 1     | Kléberson Davide     | Brasile       | 1:49.69 | PB    |
| 10  | 5     | Adam Kszczot         | Polonia       | 1:50.15 | Q     |
| 11  | 2     | Ed Aston             | Gran Bretagna | 1:50.32 |       |
| 12  | 5     | Andreas Rapatz       | Austria       | 1:50.35 | Q     |
| 13  | 5     | Moise Joseph         | Haiti         | 1:50.43 |       |
| 14  | 3     | Kévin Hautcœur       | Francia       | 1:50.61 | Q     |
| 15  | 3     | Jakub Holuša         | Rep. Ceca     | 1:50.64 | Q     |
| 16  | 3     | Mario Scapini        | Italia        | 1:50.74 |       |
| 17  | 5     | Vitalij Kozlov       | Lituania      | 1:50.92 |       |
| 18  | 5     | Belal Mansoor Ali    | Bahrein       | 1:51.22 | SB    |
| 19  | 3     | David McCarthy       | Irlanda       | 1:51.88 | SB    |
| 20  | 3     | Mattias Claesson     | Svezia        | 1:51.96 |       |
| 21  | 4     | Mohammad Al-Azemi    | Kuwait        | 1:52.54 |       |
| 22  | 1     | Brice Etès           | Monaco        | 1:53.52 |       |
| 23  | 5     | Moussa Camara        | Mali          | 1:55.84 | PB    |
| 24  | 4     | Elie Monga           | RD del Congo  | 1:57.02 | PB    |
| 25  | 2     | Edgar Cortez         | Nicaragua     | 1:58.47 | PB    |
| 26  | 4     | Iulio Lafai          | Samoa         | 2:07.08 | PB    |
|     | 1     | Nick Symmonds        | Stati Uniti   | DQ      | [ 1 ] |

### Semifinali
I primi 3 di ogni batteria vanno in finale.
| Pos | Batt | Nome                 | Nazione       | Tempo   | Note |
| --- | ---- | -------------------- | ------------- | ------- | ---- |
| 1   | 1    | Abubaker Kaki        | Sudan         | 1:46.45 | Q    |
| 2   | 1    | Boaz Kiplagat Lalang | Kenya         | 1:46.73 | Q    |
| 3   | 1    | Adam Kszczot         | Polonia       | 1:46.90 | Q    |
| 4   | 1    | David Bustos         | Spagna        | 1:47.05 | PB   |
| 5   | 1    | Kévin Hautcœur       | Francia       | 1:47.50 | PB   |
| 6   | 1    | Fabiano Peçanha      | Brasile       | 1:49.70 |      |
| 7   | 2    | Luis Alberto Marco   | Spagna        | 1:51.05 | Q    |
| 8   | 2    | Jakub Holuša         | Rep. Ceca     | 1:51.08 | Q    |
| 9   | 2    | Ismail Ahmed Ismail  | Sudan         | 1:51.25 | Q    |
| 10  | 2    | Andrew Osagie        | Gran Bretagna | 1:51.29 |      |
| 11  | 2    | Duane Solomon        | Stati Uniti   | 1:51.82 |      |
| 12  | 2    | Andreas Rapatz       | Austria       | 1:52.43 |      |

### Finale
| Pos | Nome                 | Nazione   | Tempo   | Note |
| --- | -------------------- | --------- | ------- | ---- |
|     | Abubaker Kaki        | Sudan     | 1:46.23 | SB   |
|     | Boaz Kiplagat Lalang | Kenya     | 1:46.39 |      |
|     | Adam Kszczot         | Polonia   | 1:46.69 |      |
| 4   | Ismail Ahmed Ismail  | Sudan     | 1:46.90 |      |
| 5   | Jakub Holuša         | Rep. Ceca | 1:47.28 |      |
| 6   | Luis Alberto Marco   | Spagna    | 1:48.99 |      |